# Углов, Георгий Игоревич
Георгий Игоревич Углов (14 октября 1949 — 14 августа 1995) — советский хоккеист, советский и российский тренер.

## Карьера
Игровую карьеру начал в родном Новосибирске. В 17 лет уже дебютировал в главной команде — «Сибирь». Привлекался в молодёжную сборную СССР, в составе которой становился чемпионом Европы среди юношей (1969) и серебряным призёром чемпионата Европы (1968).
Получил приглашение в московский «Спартак», но не смог проявить себя в новой команде, выйдя на лёд лишь 8 раз. Через два сезона вернулся в Новосибирск. Играл в знаменитой новосибирской тройке Гутов — Углов — Самохвалов.
Не достигнув и 30 лет перешёл на тренерскую работу. Много лет тренировал юношеские команды «Сибири». В (1987—1989 годах возглавлял главную команду.
В 1995 году детская спортивная школа «Сибирь» стала носить имя Георгия Углова. Свитер Георгия Углова с номером 12 выведен из обращения в клубе.